# کوزلوف (ناحیه ییهلاوا)
کوزلوف (به چکی: Kozlov) یک منطقهٔ مسکونی در جمهوری چک است که در ناحیه ییهلاوا واقع شده‌است. کوزلوف ۸٫۹ کیلومتر مربع مساحت و ۴۵۲ نفر جمعیت دارد و ۵۰۵ متر بالاتر از سطح دریا واقع شده‌است.